# Stuart Blackton
Stuart Blackton, vero nome James Stuart Blackton (Sheffield, 5 gennaio 1875 – Glendale, 13 agosto 1941), è stato un regista, produttore cinematografico e attore britannico naturalizzato statunitense. Emigrato negli Stati Uniti, fu uno dei primi produttori cinematografici dell'era del cinema muto; fondatore della Vitagraph; nonché uno dei primi registi a usare tecniche quali il passo uno per l'animazione. È infatti considerato il padre dell'animazione statunitense e uno dei pionieri del cinema.

## Biografia

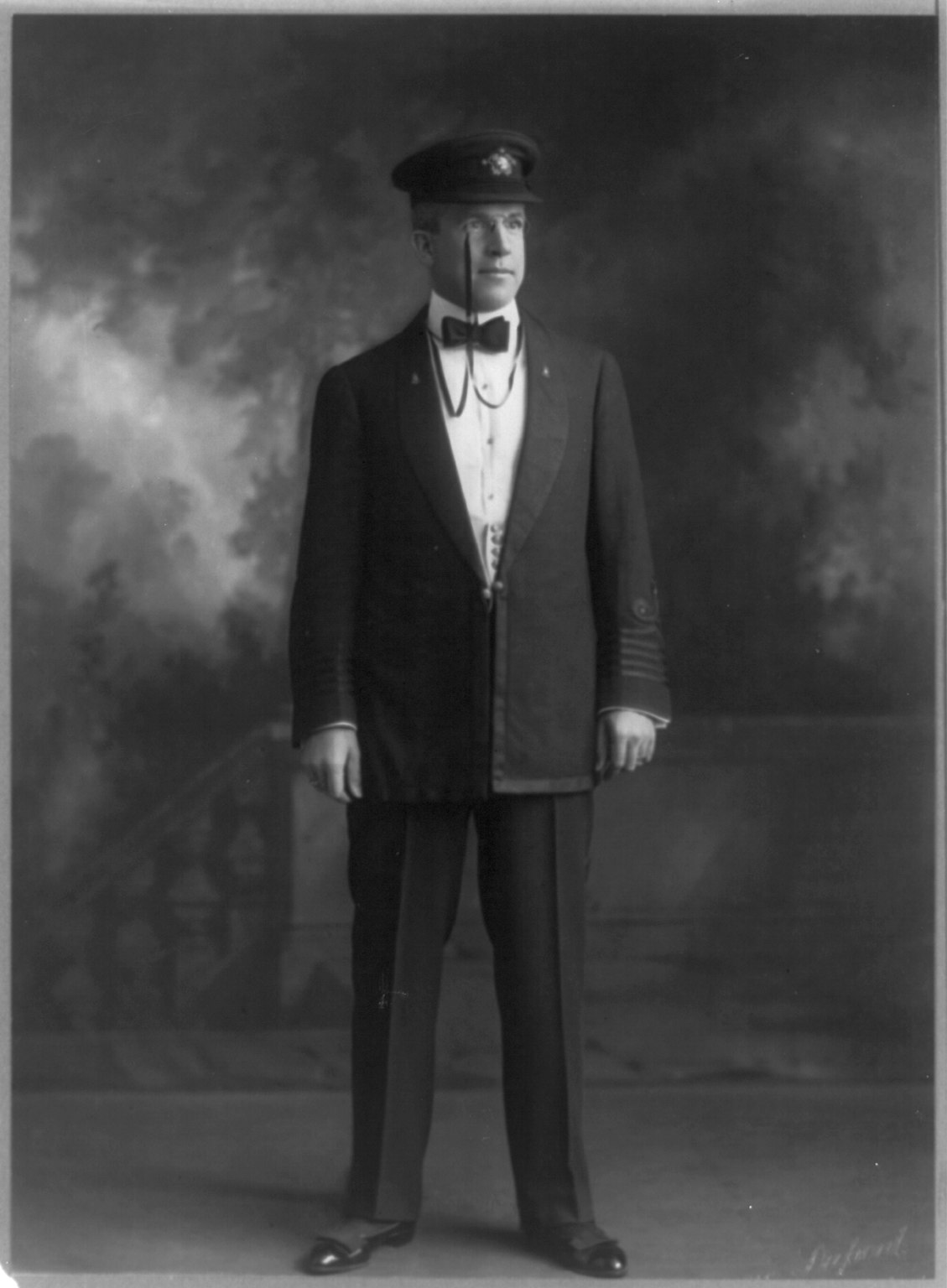
J. Stuart Blackton nel 1912

Blackton nacque a Sheffield, Yorkshire, Inghilterra, Regno Unito, nel 1875. All'età di dieci anni, lui e la sua famiglia emigrarono a New York, negli Stati Uniti. Nel 1894, Blackton assieme a due amici britannici, anche loro immigrati negli Stati Uniti, Albert E. Smith e Ronald A. Reader, forma un'associazione per sfondare nel vaudeville. Smith si autodefinì "il prestigiatore comico" (in inglese Komical Konjurer), Blackton invece era "il fumettista comico" (in inglese Komical Kartoonist), mentre Reader lavorava come operatore di lanterna magica. Il lavoro di Reader consisteva nell'"illuminare gli abbozzi disegnati" nei quali Blackton disegnava e rapidamente modificava su un cavalletto da pittore prima che gli occhi degli spettatori se ne accorgessero, il tutto accompagnato da un parlato altrettanto rapido. La cosa però fallì in quanto non rendeva abbastanza e il trio dovette sciogliersi per proseguire in lavori più ordinari.
Blackton finì per fare il reporter per il quotidiano New York Evening World. Nel 1896 Thomas Edison mostrò pubblicamente il Vitascopio, uno dei primi proiettori cinematografici. Blackton fu inviato a intervistarlo, incaricato di illustrare con i suoi disegni la genesi dei film. Desideroso di buona pubblicità, Edison prese Blackton nel magazzino in cui produceva i suoi film, Black Maria, successivamente sua casa di produzione. Qui creò un film con protagonista lo stesso Blackton mentre esegue il ritratto di Edison. L'inventore realizzò un così buon prodotto che donò a Blackton e al suo collaboratore, Smith, una copia del film più un Vitascopio che avrebbero potuto utilizzare per i loro spettacoli. Allo stesso tempo Reader fu richiamato col ruolo di operatore.
La nuova rappresentazione fu un grande successo, largamente dovuto alle varie cose che Blackton e Smith eseguivano all'interno dei film di Edison. Il passo successivo fu iniziare a realizzare film propri. Così nacque la American Vitagraph Company. Durante questo periodo, J. Stuart Blackton non era impegnato solo nella realizzazione dei nuovi studi, ma anche nella produzione, direzione, scrittura, nonché nella recitazione dei suoi film: infatti recitò in una serie di corti comici chiamati Happy Hooligan. Dal momento che i profitti crescevano costantemente, Blackton capì che poteva provare qualsiasi idea che gli venisse in mente. In una serie di film, Blackton sviluppò così il concetto di animazione.
Il primo di questi "nuovi film" fu The Enchanted Drawing, con copyright del 1900, ma probabilmente realizzato almeno un anno prima. In questo film, Blackton fa lo schizzo di una faccia, di un sigaro e quindi di una bottiglia di vino. Dopodiché, con la mano va a rimuovere gli ultimi due disegni come fossero reali e la faccia inizia perciò a reagire all'accaduto. L'animazione qui è di tipo stop-action: la cinepresa viene fermata, un singolo cambiamento viene fatto, la cinepresa si riavvia, quindi si ferma di nuovo e così via. Questa tecnica fu utilizzata per la prima volta da autori quali Georges Méliès e altri.

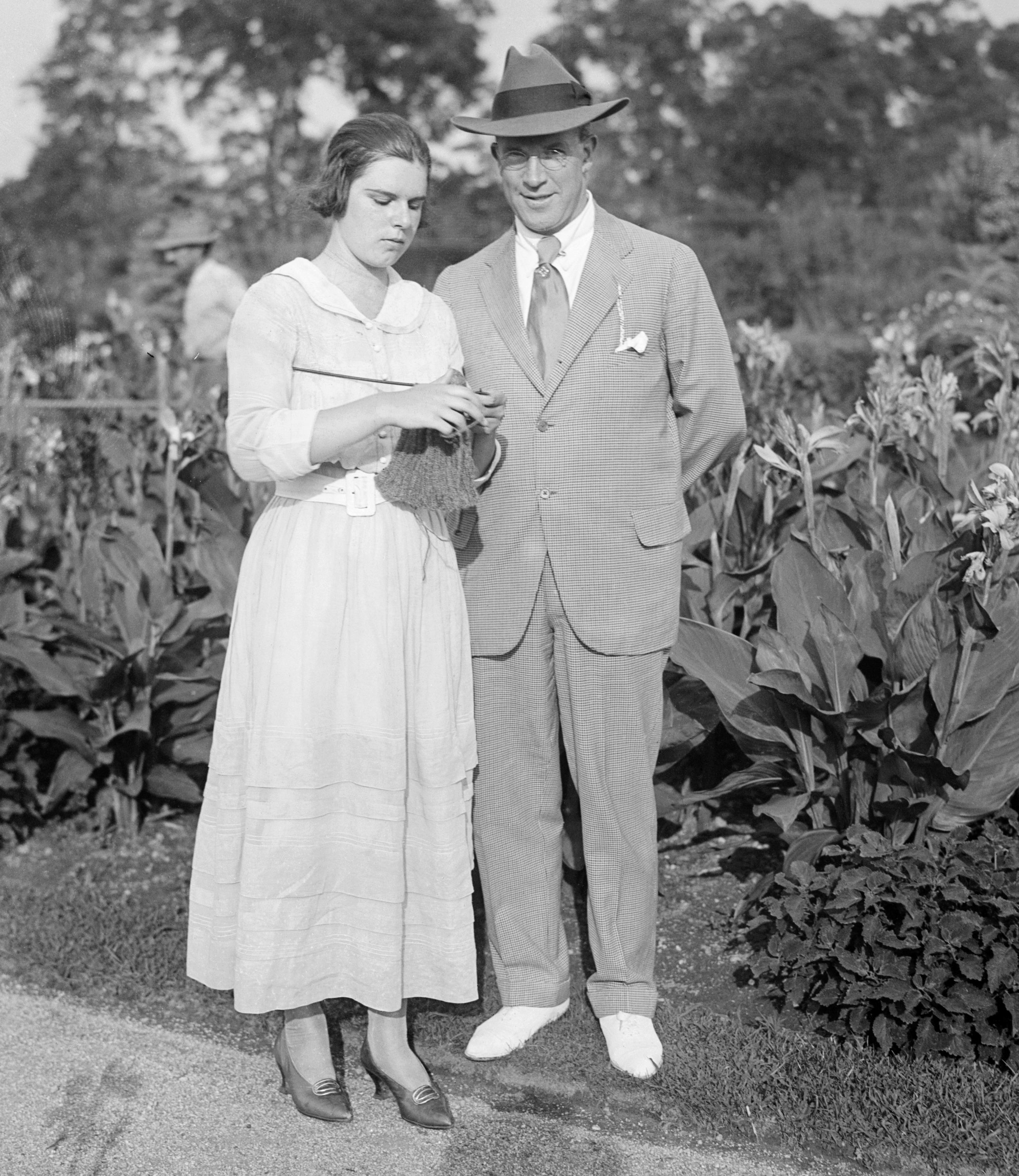
J. Stuart Blackton con la figlia sceneggiatrice Marian Constance tra il 1915 e il 1920

La transizione alla tecnica del passo uno (in inglese stop-motion) fu apparentemente accidentale e avvenne nel 1905. In accordo con Albert Smith, un giorno il cast stava registrando una complessa serie di effetti stop-action sul tetto quando del fumo dal generatore del caseggiato iniziò a ondeggiare sullo sfondo. Rivedendo poi il film, Smith notò lo strano effetto creato dagli sbuffi di fumo che si precipitavano attraverso lo schermo e decise di riprodurlo deliberatamente. Pochi film, alcuni persi, usano quest'effetto per rappresentare fantasmi semi-visibili o per animare giocattoli che prendono vita. Nel 1906 diresse Humorous Phases of Funny Faces, che utilizzava la tecnica della stop-motion come fosse sempre stata utilizzata per produrre una serie di effetti. Dopo che la mano di Blackton disegna due facce su una lavagna, queste prondono vita e si imbarcano in una buffoneria. La maggior parte dei film usa gli effetti di "vitalizzazione", anziché la vera e propria animazione, ma comunque questo film ebbe un enorme successo nello stimolare la creazione dei primi film animati negli Stati Uniti. In Europa, lo stesso effetto si ebbe con The Haunted Hotel (1907), un altro corto della Vitagraph diretto da Blackton, eseguito prevalentemente tramite recitazione, che mostra un turista che passa la notte in una locanda infestata da spiriti invisibili. La maggior parte degli effetti sono anch'essi presi dal vero tramite fili e altri trucchi, ma una scena del film è realizzata mediante stop-motion e fu presentata in un vicino primo piano che permetteva agli altri animatori di studiare tale tecnica.
Blackton realizzò un altro film animato sopravvissuto, Lightning Sketches del 1907, ma che non aveva nulla da aggiungere all'arte dell'animazione. Nel 1908 realizzò la prima versione cinematografica statunitense del celebre dramma shakespeariano Romeo e Giulietta , filmato al Central Park di New York: Romeo and Juliet. Nel 1909 Blackton era troppo assorbito dall'attività della Vitagraph per avere il tempo di dirigere altri film. Considerò i suoi esperimenti animati come un'esperienza giovanile, tanto che non vengono nemmeno menzionati nella sua autobiografia. Blackton lasciò la Vitagraph per proseguire indipendentemente nel 1917, ma ritornò nel 1923 come socio minoritario di Albert E. Smith. Nel 1925, Smith vendette la compagnia alla Warner Bros., con ottimo profitto.
Blackton visse con larghezza di mezzi fino al Martedì nero del 1929, che bruciò i suoi averi. Spese i suoi ultimi anni in viaggio, mostrando i suoi vecchi film in conferenze sui giorni del cinema muto. Morì nel 1941 a seguito di un incidente stradale, quando fu investito da un motociclista mentre attraversava la strada con il figlio, in conseguenza del quale si fratturò il cranio.  Al momento della morte Blackton stava lavorando per Hal Roach a un esperimento per migliorare il processo del colore. Il suo corpo è stato cremato e le sue ceneri sono state poste nel colombario del cimitero Forest Lawn Memorial Park di Glendale, in California.

## Vita privata
All'inizio del 1900 J. Stuart Blacktorn era sposato con Isabelle Mabel MacArthur. All'epoca del suo decesso, Blackton era sposato con l'attrice Evangeline Wood. J. Stuart Blackston ha avuto quattro figli: Marian Constance Blackton (1901-1993) figlia di Isabelle Mabel MacArthur; J. Stuart Blackton Jr.; Violet Virginia Blackton (1910-1965) e Charles Stuart Blackton (1914-2007).
Marian Constance divenne sceneggiatrice, firmando diversi film diretti dal padre, e attrice. Si sposò due volte: la prima, dal 1926 al 1930, con l'attore Gardner James, la seconda, dal 1941, con il regista Laurence Trimble, cui restò legata fino alla morte di lui avvenuta nel 1954. La figlia Violet sposò lo scrittore Cornell Woolrich nel 1930, ma il loro matrimonio fu annullato nel 1933. 

## Filmografia

### Regista
- Humorous Cartoon (1897)
- Political Cartoon (1897)
- Tearing Down the Spanish Flag (1898)
- Spot Filming of Windsor Hotel Fire in New York (1898)
- Battle of Santiago Bay (1898)
- Battle of Manila Bay (1898)
- The Burglar on the Roof (1898)
- The Humpty Dumpty Circus (1898)
- Vanishing Lady (1898)
- Little Mischief (1898)
- 'Columbia' Winning the Cup (1899, co-regia di Albert E. Smith)
- A Quite Little Smoke (1899)
- Flags of All Nations (1899, co-diretto con Albert E. Smith)
- The Yogi (1899)
- Astor Battery on Parade (1899, Co-diretto con Albert E. Smith)
- Raising Old Glory Over Morro Castle (1899, Co-diretto con Albert E. Smith)
- Spot Filming of Windsor Hotel Fire in New York (1899)
- After the Race: Yachts Returning to Anchorage (1899, co-diretto con Albert E. Smith)
- Presentation of Nation's Sword to Admiral Dewey (1899, co-diretto con Albert E. Smith)
- 'Shamrock' and 'Erin' Sailing (1899)
- 'Shamrock' and 'Columbia' Jockeying for a Start (1899, co-diretto con Albert E. Smith)
- 'Shamrock' and 'Columbia' Rounding the Outer Stake Boat (1899, Co-diretto con Albert E. Smith)
- 'Shamrock' and 'Columbia' Rounding the Outer Stake Boat, No. 2 (1899, co-diretto con Albert E. Smith)
- 'Shamrock' and 'Columbia' Yacht Race: First Race (1899, co-diretto con Albert E. Smith)
- 'Shamrock' and 'Columbia' Yacht Race: 1st Race, No. 2 (1899, co-diretto con Albert E. Smith)
- Pictures Incidental to Yacht Race (1899, co-diretto con Albert E. Smith)
- The Fitzsimmons-Jeffries Fight (1899)
- A Visit to the Spiritualist (1899, co-diretto con Albert E. Smith)
- Happy Hooligan (1900)
- Happy Hooligan assist the magician (1900, co-diretto con Albert E. Smith)
- The Enchanted Drawing (1900)
- The Clown and the Alchemist (1900, co-diretto con Albert E. Smith)
- The Congress of Nations (1900, co-diretto con Albert E. Smith)
- Maude's Naughty Little Brother (1900, co-diretto con Albert E. Smith)

- Happy Hooligan Has Troubles with the Cook (1901, co-diretto con Albert E. Smith)
- Hooligan Causes a Sensation (1901, co-diretto con Albert E. Smith)
- Hooligan Takes His Annual Bath (1901, co-diretto con Albert E. Smith)
- Hooligan Visits Central Park (1901, co-diretto con Albert E. Smith)
- Hooligan and the Summer Girls (1901, co-diretto con Albert E. Smith)
- Hooligan at the Seashore (1901, co-diretto con Albert E. Smith)
- Hooligan's Narrow Escape (1901, co-diretto con Albert E. Smith)
- Miniature Railway (1901, co-diretto con Albert E. Smith)
- Such a Headache (1901)
- Mysterious Cafe, or Mr. and Mrs. Spoopendyke Have Troubles with a Waiter (1901, co-diretto con Albert E. Smith)
- Children Bathing (1901, co-diretto con Albert E. Smith)
- Harry Thompson's Imitations of Sousa (1901, co-diretto con Albert E. Smith)
- Jeffries Skipping the Rope (1901)
- Jeffries Throwing the Medicine Ball (1901, co-diretto con Albert E. Smith)
- Leaping Dogs at Gentry's Circus (1901, co-diretto con Albert E. Smith)
- Panoramic View of Boston Subway from an Electric Car (1901, co-diretto con Albert E. Smith)
- Happy Hooligan, Nothing But Fun (1902)

- Adventures of Sherlock Holmes (1905)
- A Gentleman of France (1905)

- The San Francisco Earthquake (1906)
- A Modern Oliver Twist (1906)
- Humorous Phases of Funny Faces (1906)
- The Automobile Thieves (1906)
- And the Villain Still Pursued Her; or, The Author's Dream (1906)

- The Haunted Hotel (1907)
- A Curious Dream (1907)
- Lightning Sketches (1907)
- The Easterner; or, A Tale of the West (1907)
- The Shaughraun (1907)
- Liquid Electricity; or, The Inventor's Galvanic Fluid (1907)
- The Mechanical Statue and the Ingenious Servant (1907)
- Forty Winks; or, A Strenuous Dream (1907)
- Oliver Twist (1907)
- The Fountain of Youth (1907)
- The Ghost Story (1907)
- The Piker's Dream, a Race Track Fantasy (1907)
- The Kitchen Maid's Dream (1907)
- The Soldier's Dream (1907)
- Laughing Gas (1907)
- A Night in Dreamland (1907)
- Work Made Easy (1907)
- The Thieving Hand (non accreditato) (1908)
- Francesca da Rimini; or, The Two Brothers (1908)
- Cupid's Realm; or, A Game of Heart (1908)
- Macbeth (1908)
- Romeo and Juliet (1908)
- The Press Gang; or, A Romance in the Time of King George III (1908)
- Lady Jane's Flight (1908)
- The Viking's Daughter: The Story of the Ancient Norsemen (1908)
- Love Laughs at Locksmiths; an 18th Century Romance (1908)
- The Discoverers: A Grand Historical Pageant Picturing the Discovery and Founding of New France, Canada (1908)
- Salome (1908)
- Western Courtship: A Love Story of Arizona (1908)
- Richard III co-regia William V. Ranous (1908)
- Antony and Cleopatra co-regia Charles Kent (1908)
- Barbara Fritchie: The Story of a Patriotic American Woman (1908)
- The Elf King: A Norwegian Fairy Tale (1908)
- The Story of Treasure Island (1908)
- Julius Caesar co-regia William V. Ranous (1908)
- Making Moving Pictures (1908)
- The Dancer and the King: A Romantic Story of Spain (1908)
- The Merchant of Venice (1908)
- Galvanic Fluid; or, More Fun with Liquid Electricity (1908)
- Cupid's Realm; or, A Game of Hearts (1908)
- The Airship; or, 100 Years Hence (1908)
- East Lynne; or, Led Astray (1908)
- A Policeman's Dream (1908)
- The Water Sprite, a Legend of the Rhine (1908)
- The Discoverers: A Grand Historical Pageant Picturing the Discovery and Founding of New France, Canada
- Salome (1908)
- Western Courtship: A Love Story of Arizona (1908)
- A Workingman's Dream (1908)
- The Gambler and the Devil (1908)

- The Bride of Lammermoor: A Tragedy of Bonnie Scotland (1909)
- A Telepathic Warning, the Story of a Child's Love for Her Father
- The Castaways (1909)
- Ruy Blas (1909)
- Virginius (1909)
- Saul and David (1909)
- King Lear co-regia William V. Ranous (1909)
- The Life of Napoleon (1909)
- Napoleon and the Empress Josephine (1909)
- Napoleon, the Man of Destiny (1909)
- Oliver Twist (1909)
- The Judgment of Solomon (1909)
- The Oriental Mystic (1909)
- A Maker of Diamonds
- The Duke's Jester or A Fool's Revenge (1909)
- Washington Under the British Flag (1909)
- Washington Under the American Flag (1909)
- The Cobbler and the Caliph (1909)
- The Magic Fountain Pen (1909)
- Princess Nicotine; or, The Smoke Fairy (1909)
- The Way of the Cross (1909)
- Onawanda; or, An Indian's Devotion (1909)
- Benedict Arnold (1909)
- Les Miserables (1909) [Supervisore]
- Mosè (The Life of Moses) (1909)
- A Midsummer Night's Dream (1909)
- Cupid and the Motor Boat (1910)
- Richelieu; or, The Conspiracy (1910)
- Elektra (1910)
- Uncle Tom's Cabin (1910)
- The Last of the Saxons (1910)
- Francesca da Rimini (1910)
- Society and the Man (1911)
- Winsor McCay, the Famous Cartoonist of the N.Y. Herald and His Moving Comics (1911)
- The Battle Hymn of the Republic (1911)
- The Death of King Edward III (1911)
- Ivanhoe (1911)
- Lady Godiva (1911)
- Cardinal Wolsey (1912)
- The Lady of the Lake (1912)
- Lincoln's Gettysburg Address (1912)
- As You Like It (1912)
- The Vengeance of Durand; or, The Two Portraits (1913)
- L'invasione degli Stati Uniti (The Battle Cry of Peace) (1915)
- Kidnapped in New York (1915)
- Whom the Gods Destroy co-regia con Herbert Brenon e William P.S. Earle (1916)
- Womanhood, the Glory of the Nation (1917)
- The Collie Market (1917)
- A Spring Idyl (1917)
- The Little Strategist (1917)
- Satin and Calico (1917)
- The Fairy Godfather (1917)
- The Message of the Mouse (1917)
- The Judgement House (1917)
- The Diary of a Puppy (1917)
- The World for Sale (1918)
- Life's Greatest Problem (1918)
- The Common Cause (1919)
- A House Divided (1919)
- The Moonshine Trail (1919)
- Dawn (1919)
- My Husband's Other Wife (1920)
- Respectable by Proxy (1920)
- The Blood Barrier (1920)
- Passers-By (1920)
- Man and His Woman (1920)
- The House of the Tolling Bell (1920)
- The Forbidden Valley (1920)
- La gloriosa avventura (The Glorious Adventure) (1922)
- A Gipsy Cavalier (1922)
- The Virgin Queen (1923)
- L'invincibile flutto (On the Banks of the Wabash) (1923)
- Let Not Man Put Asunder (1924)
- Scadenza tragica (Between Friends) (1924)
- La ragione è della donna (Behold This Woman) (1924)
- Cuor puro (The Clean Heart) (1924)
- L'anima di un bruto (The Beloved Brute) (1924)
- The Redeeming Sin (1925)
- Tides of Passion (1925)
- The Happy Warrior (1925)
- Bride of the Storm (1926)
- The Gilded Highway (1926)
- La fiumana della morte (Hell-Bent for Heaven) (1926)
- The Passionate Quest (1926)
- The American (alias The Flag Maker) (1927
- The Film Parade o March of the Movies (1933)

### Produttore
- The Humpty Dumpty Circus, regia di Albert E. Smith (1898)
- Tearing Down the Spanish Flag, regia di J. Stuart Blackton (1898)
- Battle of Manila Bay, regia di J. Stuart Blackton (1898)
- 'Shamrock' and 'Erin' Sailing news (1899)
- 'Shamrock' and 'Columbia' Rounding the Outer Stake Boat news (1899)
- 'Columbia' Winning the Cup news, regia di J. Stuart Blackton e Albert E. Smith (1899)
- A Quite Little Smoke (1899)
- Willie's First Smoke (1899)
- Panoramic View of Brooklyn Bridge - documentario (1899)
- Raising Old Glory Over Morro Castle (1899)
- Little Mischief, regia di J. Stuart Blackton (1899)
- Twelfth Night, regia di Eugene Mullin e Charles Kent (1910)
- The New Stenographer, regia di George D. Baker (1911)
- The Common Cause, regia di J. Stuart Blackton (1919)

### Attore
- Blackton Sketches, No. 2 (1898)
- Tearing Down the Spanish Flag, regia di J. Stuart Blackton (1898)
- The Burglar on the Roof, regia di J. Stuart Blackton (1898)
- Happy Hooligan, regia di J. Stuart Blackton (1900)
- The Enchanted Drawing, regia di J. Stuart Blackton (1900)
- Hooligan Assists the Magician (1900)
- Happy Hooligan Surprised (1901)
- Happy Hooligan April-Fooled (1901)
- Happy Hooligan Has Troubles with the Cook (1901)
- The Twentieth Century Tramp; or, Happy Hooligan and His Airship (1902)
- Happy Hooligan Turns Burglar (1902)
- Happy Hooligan, Nothing But Fun (1902)
- Happy Hooligan Interferes (1903)
- Happy Hooligan in a Trap
- Happy Hooligan Earns His Dinner
- Happy Hooligan's Interrupted Lunch
- A Gentleman of France, regia di J. Stuart Blackton (1905)
- Humorous Phases of Funny Faces, regia di J. Stuart Blackton (1906)
- The Automobile Thieves, regia di J. Stuart Blackton (1906)
- Lightning Sketches, regia di J. Stuart Blackton (1907)
- The Magic Fountain Pen, regia di J. Stuart Blackton (1909)
- Love, Luck and Gasoline, regia di Wilfrid North (1914)
- The Win(k)some Widow, regia di Edmond F. Stratton (1914)
- The Film Parade (1933)

### Sceneggiatore
- Goodness Gracious, regia di James Young - storia (1914)
- Love, Luck and Gasoline, regia di Wilfrid North (1914)
- The Honeymooners, regia di George D. Baker (1914)
- The Park Honeymooners, regia di Tefft Johnson (1915)
- L'invasione degli Stati Uniti (The Battle Cry of Peace), regia di J. Stuart Blackton, Wilfrid North (1915)
- Whom the Gods Destroy, regia di J. Stuart Blackton, Herbert Brenon, William P.S. Earle (1916)
- The Park Honeymooners, regia di J. Stuart Blackton, William P.S. Earle - storia (1917)
- Womanhood, the Glory of the Nation, regia di William P.S. Earle, James Stuart Blackton - soggetto (1917)
- Transgression, regia di Paul Scardon - storia (1917)
- The Fighting Trail, regia di William Duncan - storia (1917)
- The Judgement House, regia di J. Stuart Blackton (1917)
- Missing, regia di James Young (1918)
- The Moonshine Trail, regia di J. Stuart Blackton - storia e sceneggiatura (1919)
- Dawn, regia di J. Stuart Blackton (1919)
- The Glorious Adventure, regia di J. Stuart Blackton (1922)

### Supervisore
- A Friend in the Enemy's Camp (1909)
- A Brave Irish Lass (1909)
- Rip Van Winkle, regia di Charles Kent (1912)
- Wild Youth, regia di George Melford (1918)

## Libri
- (EN) The Battle Cry of Peace. A call to arms against war, The M. P. Publishing Co., 1915.